# Machacmarca
Machacmarca (auch: Machac Marca) war eine Ortschaft im Departamento Cochabamba im südamerikanischen Anden-Staat Bolivien.

## Lage im Nahraum
Machacmarca war zentraler Ort des Kanton Machacmarca im Landkreis (bolivianisch: Municipio) Vinto in der Provinz Quillacollo. Die Ortschaft ist eine Streusiedlung und liegt auf einer Höhe von 2727 m am westlichen Rand der Ebene von Cochabamba. Seit der Volkszählung von 2012 ist sie nicht mehr als eigenständige Ortschaft notiert, sondern Bestandteil der Stadt Vinto.

## Klima
Das Klima in der Hochebene von Cochabamba ist ein subtropisches Höhenklima, das im Jahresverlauf mehr durch Niederschlagsschwankungen als durch Temperaturunterschiede geprägt ist (siehe Klimadiagramm Cochabamba). 
Der Jahresniederschlag liegt bei 500 mm und weist eine deutliche Trockenzeit von April bis Oktober auf. Die Jahresdurchschnittstemperatur liegt bei 18 °C, die Monatsdurchschnittswerte schwanken zwischen 15 und 20 °C, die Tageshöchstwerte erreichen zu allen Jahreszeiten 25 bis 30 °C.

## Verkehrsnetz
Machacmarca liegt in einer Entfernung von 24 Straßenkilometern westlich von Cochabamba, der Hauptstadt des Departamentos.
Von Cochabamba, der Hauptstadt des Departamentos, führt die asphaltierte Fernstraße Ruta 4 in westlicher Richtung dreizehn Kilometer bis Quillacollo und weitere vier Kilometer bis Vinto. Von dort aus zweigt eine Landstraße in nordwestlicher Richtung von der Ruta 4 ab, über die man Machacmarca nach weiteren sieben Kilometern erreicht.

## Bevölkerung
Die Einwohnerzahl der Ortschaft ist in den vergangenen beiden Jahrzehnten auf ein Mehrfaches angestiegen:
| Jahr | Einwohner | Quelle       |
| ---- | --------- | ------------ |
| 1992 | 266       | Volkszählung |
| 2001 | 1 101     | Volkszählung |